# Johannes von Kries
Johannes Adolf von Kries (ur. 6 października 1853 w Roggenhausen, Prusy, zm. 30 grudnia 1928 we Fryburgu Bryzgowijskim) – niemiecki fizjolog, psycholog, statystyk, profesor Uniwersytetu we Fryburgu, najbardziej znany z wkładu w opracowanie teorii widzenia barwnego (m.in. prawo stałości barw), nominowany do Nagrody Nobla w roku 1917 za prace w dziedzinie okulistyki fizjologicznej), od roku 1882 członek Akademii Leopoldina odznaczony Orderem Pour le Mérite.

## Życiorys
Urodził się w Prusach Wschodnich w roku 1853. W wieku 16 lat (1869) rozpoczął studia medyczne. Początkowo studiował u fizjologa, Richarda von Volkmanna w Uniwersytecie w Halle, a następnie na Uniwersytetach w Lipsku i Zurychu u fizjologa Carla Ludwiga i matematyka Carla Neumanna. Stopień doktora medycyny otrzymał w Lipsku w roku 1875. Po doktoracie odbył roczną służbę wojskową, a następnie podjął – jako wolontariusz – badania podoktoranckie u Hermanna von Helmholtza w Instytucie Fizyki Uniwersytetu w Berlinie (1876–1877). Od roku 1877 był asystentem Karla Ludwiga w Lipsku. Otrzymał stopień odpowiadający współczesnej habilitacji w dziedzinie fizjologii w roku 1878. W latach 1878–1880 był prywatnym nauczycielem w Lipsku. Od roku 1880 pracował jako profesor fizjologii we Fryburgu – w latach 1883–1924 (do emerytury) jako profesor zwyczajny (full professor) i dyrektor instytutu fizjologii.
Był współzałożycielem (wspólnie z Hermannem Ebbinghausem) „Zeitschrift für Psychologie” i jednym z pierwszych redaktorów czasopisma.
Zmarł 30 grudnia 1928 roku we Fryburgu w wieku 75 lat.

## Tematyka pracy naukowej
Johannes von Kries jest najbardziej znany jako specjalista w dziedzinie teorii widzenia barwnego, wniósł jednak również istotny wkład do innych działów medycyny (fizjologia zmysłu słuchu, neurologia, mechanika mięśni, hemodynamika, psychologia) oraz do filozofii, matematyki (teoria prawdopodobieństwa) i prawa.
Badania w dziedzinie optyki i teorii widzenia barwnego rozpoczynał pod kierownictwem Helmholtza (był jednym z jego najlepszych uczniów i współpracowników (m.in. współautorem Handbuch der physiologischen Optik, 19010). W toku własnych badań starał się powiązać teorię Younga-Helmholtza z teorią „barw przeciwstawnych” Ewalda Heringa, proponując wprowadzenie do teorii trójskładnikowej – dotyczącej pierwszego etapu powstawania wrażenia wzrokowego w siatkówce oka – czynniki zależne od procesów zachodzących na wyższych piętrach OUN) (fizjologia i psychologia widzenia, „teoria strefowa” von Kriesa). Wprowadził zasadę stałości koloru, jako prawo naturalne, pozwalające łącznie rozpatrywać zewnętrzne zjawiska natury i zjawiska wewnętrzne, subiektywne. Dla organizmów żyjących w zmiennym środowisku, jest istotne, aby wygląd obserwowanych obiektów nie zmieniał się po każdej zmianie oświetlenia. Sprawiło to, że wytworzył się specyficzny mechanizm adaptacji sensorycznej, który sprawia, że np. papier pozostaje dla nas biały, gdy światło białe zostanie zastąpione oświetleniem barwnym, np. światłem słonecznym, docierającym przez liście korony drzewa, światłem świecy lub żarówki („stałość kolorów” jest obserwowana, gdy zmiana oświetlenia nie jest zbyt duża). Aby odebranie wrażenia bieli w zmiennych warunkach było zgodne z teorią Younga-Helmholtza, powinno stale zachodzić jednakowe wzbudzenie trzech rodzajów czopków, zawierających jodopsyny. Dowodzi to, że po zmianie widma światła odbitego od kartki papieru odpowiednio zmienia się wrażliwość poszczególnych rodzajów czopków, wskutek ich „adaptacji chromatycznej” (zachodzącej niezależnie w grupach czopków o różnych pasmach absorpcji). Von Kries zaproponował metody obliczania współczynników tych zmian, proporcjonalnych do wcześniejszego pobudzenia fotoreceptorów (zob. też. transformata von Kriesa.

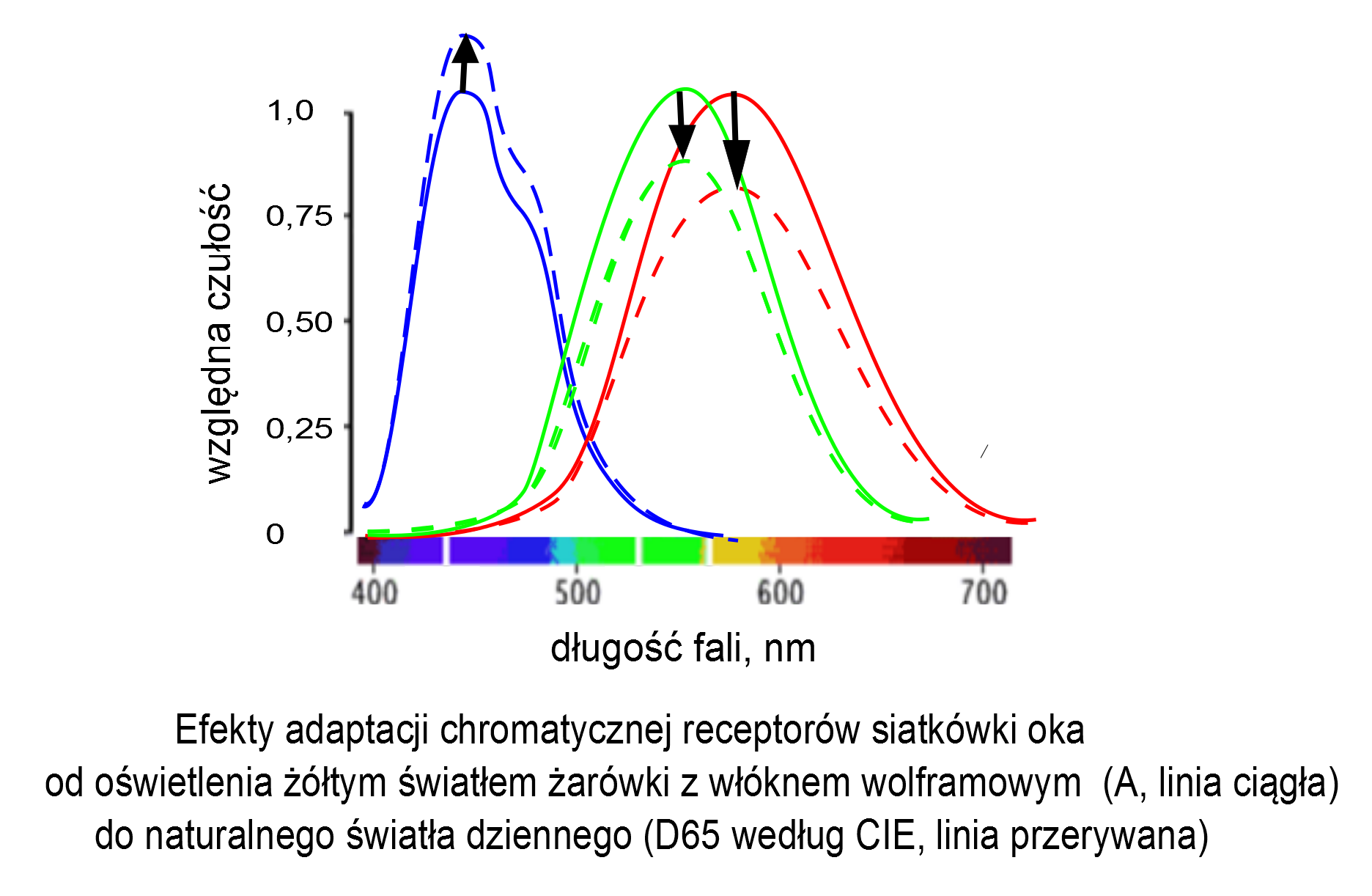
Hipoteza Johannesa von Kriesa (1902)

Na hipotezie von Kriesa są współcześnie oparte metody obliczeń współczynnika oddawania barw (CRI).
Zainteresowania von Kriesa problemami psychofizjologii i psychofizyki zmysłów doprowadziły go do obszaru psychologii i ogólnych zagadnień poznania (zob. epistemologia), a następnie logiki i teorii prawdopodobieństwa (problem „wagi argumentów”). W roku 1886 wydał książkę pt.Die Principien der Wahrscheinlichkeitsrechnung: Eine logische Untersuchung (wznowioną w roku 1927). Polemizował z opiniami, które zawarł Pierre Simon de Laplace w swoim dziele „Theorie analytique des probabilites".

## Publikacje
Johannes von Kries jest autorem ponad 120 publikacji, m.in.:
- 1875 – Über den Druck in den Blutcapillaren der menschlichen Haut[13]
- 1877 – Die Zeitdauer einfachster psychischer Vorgänge[14]
- 1882 – Die Gesichtsempfindungen und ihre Analyse,
- 1884 – Ueber die Abhängigkeit der Erregungs-Vorgänge von dem zeitlichen Verlaufe der zur Reizung dienenden Elektricitäts-Bewegungen[15],
- 1886 – Die Principien der Wahrscheinlichkeitsrechnung: Eine logische Untersuchung
- 1887 – Ueber ein neues Verfahren zur Beobachtung der Wellenbewegung des Blutes[16].
- 1890 – Über das Erkennen der Schallrichtung[17],
- 1887 – [ Ein Verfahren zur quantitativen Auswerthung der Pulswelle[18]
- 1926 – Wer ist musikalisch? Gedanken zur Psychologie der Tonkunst[19]

oraz licznych innych publikacji, dotyczących różnych dziedzin nauki.

## Odznaczenia, wyróżnienia i upamiętnienie
Johannes von Kries był od roku 1882 członkiem Akademii Leopoldina. W roku 1917 został nominowany do Nagrody Nobla w dziedzinie fizjologii lub medycyny za badania dotyczące okulistyki fizjologicznej (w latach 1915–1918 nagród nie przyznano).
W roku 1918 został odznaczony Orderem Pour le Mérite. Otrzymał tytuł doctora honoris causa trzech uczelni.
Dowodem pamięci o dokonaniach Johannesa von Kriesa są tysiące artykułów poświęconych w całości jego pracom lub zawierających cytowania jego artykułów, m.in. publikacji dotyczących stałości kolorów.